# Willi Kutschbach
Willi Kutschbach, également écrit Willy Kutschbach, né le 27 mai 1907 à Greiz et mort le 24 juin 1978 à Berlin, est un coureur cycliste allemand, actif dans les années 1930 et 1940.

## Biographie

### Carrière sportive
Kutschbach participe à quatre reprises au Tour de France dans sa carrière. S'il ne parvient pas à rallier l’arrivée lors de ses deux premières participations, il est la lanterne rouge du Tour de France 1935,.
Kutschbach compte plusieurs victoires dans sa carrière, dont quatre professionnelles. Il remporte à deux reprises la classique Berlin-Cottbus-Berlin et une fois le Rund um Berlin, ainsi qu'une étape du Tour d'Allemagne. En amateur, il s'est adjugé quatre victoires d’étapes sur le Tour de Roumanie en 1936.

### Carrière d’écrivain
Dans les années 1950, il écrit plusieurs ouvrages sur le cyclisme à Berlin, sur les cyclistes Fausto Coppi, Ferdi Kübler et Hugo Koblet et sur le Tour de Suisse.

### Postérité
De 1984 à 2002, se tient annuellement une course cycliste sénior appelée la « course du souvenir Willy Kurschtbach ».

## Publications
- (de) Willy Kutschbach, Coppi, der größte Rennfahrer aller Zeiten, Berlin, 1954, 127 p.
- (de) Willy Kutschbach, Kübler, Koblet - Die Tour de Suisse, Berlin, 1955

## Palmarès sur route

### Par année
- 1931
  - Rund um Berlin
- 1933
  - 3e du championnat de Zurich
- 1934
  - 2e du Tour de Cologne
- 1935
  - Berlin-Cottbus-Berlin
  - 3e du Grand Prix de Saxe (de)
  - 3e du Tour de Cologne
- 1936
  - 1re, 3e, 11e et 12e étapes du Tour de Roumanie
  - 3e du Tour de Roumanie
- 1937
  - Berlin-Cottbus-Berlin
  - 12e étape du Tour d'Allemagne

## Résultats sur les grands tours

### Tour de France
4 participations :
- 1932 : hors-délais (16e étape)
- 1933 : hors-délais (10e étape)
- 1934 : 37e
- 1935 : 46e, lanterne rouge

### Tour d’Italie
1 participation :
- 1937 : abandon (15e étape)